# Lista de atores dos filmes do Universo Cinematográfico Marvel
O Universo Cinematográfico Marvel — no original em inglés, Marvel Cinematic Universe (MCU) — é uma franquia de mídia e um universo ficcional compartilhado que é o cenário de filmes de super-heróis produzidos de forma independente pela Marvel Studios, com base em personagens que aparecem em publicações pela Marvel Comics. A Fase Um da franquia inclui seis filmes, com quatro propriedades de super-heróis diferentes, levando ao crossover no filme Os Vingadores (2012) . A Fase Dois da franquia apresenta três filmes-sequências de propriedades que apareceram na Fase Um, assim como duas novas propriedades de filmes, e o crossover Vingadores: Era de Ultron, lançado em 2015. A Fase Três conta com quatro sequências de filmes anteriores, quatro novas propriedades de filmes, assim como os crossovers Vingadores: Guerra Infinita (2018) e Avengers: Endgame (2019).
Como a franquia é composta de filmes adaptados de uma variedade de propriedades da Marvel Comics, há um vasto elenco principal: Robert Downey, Jr. interpreta Tony Stark / Homem de Ferro nos filmes Homem de Ferro (2008), Homem de Ferro 2 (2010) e Homem de Ferro 3 (2013); Chris Hemsworth interpreta Thor em Thor (2011), Thor: O Mundo Sombrio (2013), Thor: Ragnarok (2017) e Thorː Amor e Trovão (2021); e Chris Evans interpreta Steve Rogers / Capitão América em Capitão América: O Primeiro Vingador (2011), Capitão América 2: O Soldado Invernal (2014) e em Capitão América: Guerra Civil (2016), aonde foi acompanhado por Downey como Tony. Todos estes três atores estrelaram em Os Vingadores, e reprisam seus papéis em Era de Ultron, Guerra Infinita e Ultimato. Edward Norton protagonizou O Incrível Hulk (2008) como Bruce Banner / Hulk, mas não reprisou seu papel nos filmes futuros, sendo substituído por Mark Ruffalo nos filmes dos Vingadores e em Thor: Ragnarok. Scarlett Johansson interpretou Natasha Romanoff / Viúva Negra nos filmes Homem de Ferro 2 (2010), Os Vingadores (2012), Capitão América 2: O Soldado Invernal (2014), Vingadores: Era de Ultron (2015),Capitão América: Guerra Civil (2016), Vingadores: Guerra Infinita (2018), Vingadoresː Ultimato (2019) e no seu filme solo, Viúva Negra (2020).
Chris Pratt interpreta o protagonista, Peter Quill / Senhor das Estrelas, em Guardiões da Galáxia (2014), e retorna para a sequência Guardiões da Galáxia Vol. 2 (2017), enquanto Paul Rudd e Michael Douglas interpretam Scott Lang / Homem-Formiga e Hank Pym / Homem-Formiga, respectivamente, em Homem-Formiga (2015). Benedict Cumberbatch interpreta Stephen Strange em Doutor Estranho (2016) e Doutor Estranho no Multiverso da Loucura (2021), Tom Holland interpreta Peter Parker / Homem-Aranha em Homem-Aranha: De Volta ao Lar (2017) e Homem-Aranha: Longe de Casa e Chadwick Boseman interpreta T’Challa / Pantera Negra em Pantera Negra (2018); Holland e Boseman foram introduzidos em Guerra Civil, que também conta com a participação de Rudd. Downey e Evans juntam-se a Holland em De Volta ao Lar, enquanto Cumberbatch se junta a Hemsworth em Ragnarok. Evangeline Lilly estrela com Rudd e Douglas como Hope Van Dyne / Vespa em Homem-Formiga e a Vespa (2018), após estrelar em Homem-Formiga, e Brie Larson interpreta Carol Danvers / Capitã Marvel em Capitã Marvel (2019). Pratt, Cumberbatch, Boseman e Holland também aparecem em Guerra Infinita e em sua sequência, com Rudd, Lilly e Larson aparecendo somente na sequência.
Samuel L. Jackson teve cameos e aparições recorrentes como Nick Fury em vários filmes iniciais da franquia, antes de co-estrelar em Os Vingadores. Outros membros do elenco que aparecem em vários filmes e séries dentro da franquia incluem Jeremy Renner, Tom Hiddleston, Sebastian Stan, Paul Bettany, Elizabeth Olsen, Anthony Mackie (todos os anteriores com séries próprias na Fase Quatro), Don Cheadle, Gwyneth Paltrow, Clark Gregg, Hayley Atwell, Idris Elba, Zoe Saldana, Bradley Cooper, Karen Gillan, Cobie Smulders, Danai Gurira, Vin Diesel, Letitia Wright, Dave Bautista, Stellan Skarsgård, Jon Favreau, Pom Klementieff, Benedict Wong, Benicio del Toro, Lee Pace e William Hurt. A lista a seguir relaciona o personagem com quem o interpretou em determinado filme, devido ao fato de que alguns personagens foram interpretados por mais de um ator.

## Saga do Infinito
A Fase Um da franquia inclui seis filmes, contendo quatro diferentes propriedades de super-heróis, levando ao crossover no filme Os Vingadores, de 2012. A Fase Dois da franquia conta com três sequências de filmes da Fase Um, assim como dois filmes de novas propriedades, e o crossover Vingadores: Era de Ultron, lançado em 2015. A Fase Três conta com quatro sequências de filmes anteriores, e quatro filmes de novas propriedades, assim como os filmes crossover Vingadores: Guerra Infinita (2018) e Vingadores: Ultimato (2019). Os filmes da Fase Um à Três são conhecidos coletivamente como "Saga do Infinito".
A Saga do Infinito teve múltiplos atores principais: Robert Downey Jr. interpretou Tony Stark / Homem de Ferro; Edward Norton protagonizou O Incrível Hulk (2008), interpretando Bruce Banner / Hulk, mas não reprisa o papel nos futuros filmes, sendo substituído por Mark Ruffalo em todos os filmes subsequentes envolvendo o personagem; Chris Evans interpreta Steve Rogers / Capitão América; Chris Hemsworth interpreta Thor; Chris Pratt interpreta Peter Quill / Senhor das Estrelas; Paul Rudd co-protagoniza como Scott Lang / Homem-Formiga com Evangeline Lilly como Hope van Dyne / Vespa; Benedict Cumberbatch interpreta Stephen Strange; Tom Holland interpreta Peter Parker / Homem-Aranha; Chadwick Boseman interpretou T'Challa / Pantera Negra; e Brie Larson interpreta Carol Danvers / Capitã Marvel.
Samuel L. Jackson fez cameos e aparições secundárias como Nick Fury em vários filmes do começo da franquia antes de co-protagonizar Os Vingadores; ele continua a ter papéis secundários nos próximos filmes. Outros atores interpretaram diversos outros personagens recorrentes no decorrer da saga.

## Saga do Multiverso

### Fase Quatro
| Personagem                                              | 2021                            | 2021                              | 2021                            | 2021                              | 2022                                     | 2022                            | 2022                               |
| Personagem                                              | Viúva Negra                     | Shang-Chi e a Lenda dos Dez Anéis | Eternos                         | Homem-Aranha: Sem Volta para Casa | Doutor Estranho no Multiverso da Loucura | Thor: Amor e Trovão             | Pantera Negra: Wakanda para Sempre |
| Introduzido na Saga do Infinito                         | Introduzido na Saga do Infinito | Introduzido na Saga do Infinito   | Introduzido na Saga do Infinito | Introduzido na Saga do Infinito   | Introduzido na Saga do Infinito          | Introduzido na Saga do Infinito | Introduzido na Saga do Infinito    |
| ------------------------------------------------------- | ------------------------------- | --------------------------------- | ------------------------------- | --------------------------------- | ---------------------------------------- | ------------------------------- | ---------------------------------- |
| Natasha Romanoff Viúva Negra                            | Scarlett Johansson              |                                   |                                 |                                   |                                          |                                 |                                    |
| Thaddeus "Thunderbolt" Ross                             | William Hurt                    |                                   |                                 |                                   |                                          |                                 |                                    |
| Clint Barton Gavião Arqueiro                            | Jeremy RennerV Cameo            |                                   |                                 |                                   |                                          |                                 |                                    |
| Wong                                                    |                                 | Benedict Wong                     |                                 | Benedict Wong                     | Benedict Wong                            |                                 |                                    |
| Trevor Slattery                                         |                                 | Ben Kingsley                      |                                 |                                   |                                          |                                 |                                    |
| Emil Blonsky Abominável                                 |                                 | Tim RothV Cameo                   |                                 |                                   |                                          |                                 |                                    |
| Bruce Banner Hulk                                       |                                 | Mark Ruffalo Cameo                |                                 |                                   |                                          |                                 |                                    |
| Carol Danvers Capitã Marvel                             |                                 | Brie Larson Cameo                 |                                 |                                   |                                          |                                 |                                    |
| Peter Parker Homem-Aranha                               |                                 |                                   |                                 | Tom Holland                       |                                          |                                 |                                    |
| Michelle "MJ" Jones-Watson                              |                                 |                                   |                                 | Zendaya                           |                                          |                                 |                                    |
| Stephen Strange Doutor Estranho                         |                                 |                                   |                                 | Benedict Cumberbatch              | Benedict Cumberbatch                     |                                 |                                    |
| Ned Leeds                                               |                                 |                                   |                                 | Jacob Batalon                     |                                          |                                 |                                    |
| May Parker                                              |                                 |                                   |                                 | Marisa Tomei                      |                                          |                                 |                                    |
| Harold "Happy" Hogan                                    |                                 |                                   |                                 | Jon Favreau                       |                                          |                                 |                                    |
| Eugene "Flash" Thompson                                 |                                 |                                   |                                 | Tony Revolori                     |                                          |                                 |                                    |
| E.D.I.T.H.                                              |                                 |                                   |                                 | Dawn Michelle KingV               |                                          |                                 |                                    |
| J. Jonah Jameson                                        |                                 |                                   |                                 | J. K. Simmons                     |                                          |                                 |                                    |
| Quentin Beck Mystério                                   |                                 |                                   |                                 | Jake Gyllenhaal                   |                                          |                                 |                                    |
| Wanda Maximoff Feiticeira Escarlate                     |                                 |                                   |                                 |                                   | Elizabeth Olsen                          |                                 |                                    |
| Christine Palmer                                        |                                 |                                   |                                 |                                   | Rachel McAdams                           |                                 |                                    |
| Thor                                                    |                                 |                                   |                                 |                                   |                                          | Chris Hemsworth                 |                                    |
| Jane Foster Poderosa Thor                               |                                 |                                   |                                 |                                   |                                          | Natalie Portman                 |                                    |
| Valquíria                                               |                                 |                                   |                                 |                                   |                                          | Tessa Thompson                  |                                    |
| Korg                                                    |                                 |                                   |                                 |                                   |                                          | Taika Waititi                   |                                    |
| Sif                                                     |                                 |                                   |                                 |                                   |                                          | Jaimie Alexander                |                                    |
| Heimdall                                                |                                 |                                   |                                 |                                   |                                          | Idris Elba                      |                                    |
| Peter Quill Senhor das Estrelas                         |                                 |                                   |                                 |                                   |                                          | Chris Pratt                     |                                    |
| Drax, o Destruidor                                      |                                 |                                   |                                 |                                   |                                          | Dave Bautista                   |                                    |
| Nebulosa                                                |                                 |                                   |                                 |                                   |                                          | Karen Gillan                    |                                    |
| Mantis                                                  |                                 |                                   |                                 |                                   |                                          | Pom Klementieff                 |                                    |
| Rocket                                                  |                                 |                                   |                                 |                                   |                                          | Bradley CooperV                 |                                    |
| Groot                                                   |                                 |                                   |                                 |                                   |                                          | Vin DieselV                     |                                    |
| Kraglin Obfonteri                                       |                                 |                                   |                                 |                                   |                                          | Sean Gunn                       |                                    |
| Darcy Lewis                                             |                                 |                                   |                                 |                                   |                                          | Kat Dennings                    |                                    |
| Erik Selvig                                             |                                 |                                   |                                 |                                   |                                          | Stellan Skarsgård               |                                    |
| Shuri Pantera Negra                                     |                                 |                                   |                                 |                                   |                                          |                                 | Letitia Wright                     |
| Nakia                                                   |                                 |                                   |                                 |                                   |                                          |                                 | Lupita Nyong'o                     |
| Okoye                                                   |                                 |                                   |                                 |                                   |                                          |                                 | Danai Gurira                       |
| M'Baku                                                  |                                 |                                   |                                 |                                   |                                          |                                 | Winston Duke                       |
| Ramonda                                                 |                                 |                                   |                                 |                                   |                                          |                                 | Angela Bassett                     |
| Everett K. Ross                                         |                                 |                                   |                                 |                                   |                                          |                                 | Martin Freeman                     |
| Ayo                                                     |                                 |                                   |                                 |                                   |                                          |                                 | Florence Kasumba                   |
| N'Jadaka / Erik "Killmonger" Stevens                    |                                 |                                   |                                 |                                   |                                          |                                 | Michael B. Jordan                  |
| T'Challa                                                |                                 |                                   |                                 |                                   |                                          |                                 | Chadwick Boseman Arquivo           |
| Introduzido nas séries da Marvel Television             |                                 |                                   |                                 |                                   |                                          |                                 |                                    |
| Matthew "Matt" Murdock                                  |                                 |                                   |                                 | Charlie Cox                       |                                          |                                 |                                    |
| Introduzido nas séries da Fase Quatro                   |                                 |                                   |                                 |                                   |                                          |                                 |                                    |
| Valentina Allegra de Fontaine                           | Julia Louis-Dreyfus Cameo       |                                   |                                 |                                   |                                          |                                 | Julia Louis-Dreyfus                |
| Introduzido em Viúva Negra                              |                                 |                                   |                                 |                                   |                                          |                                 |                                    |
| Yelena Belova Viúva Negra                               | Florence Pugh                   |                                   |                                 |                                   |                                          |                                 |                                    |
| Melina Vostokoff Viúva Negra                            | Rachel Weisz                    |                                   |                                 |                                   |                                          |                                 |                                    |
| Alexei Shostakov Guardião Vermelho                      | David Harbour                   |                                   |                                 |                                   |                                          |                                 |                                    |
| Dreykov                                                 | Ray Winstone                    |                                   |                                 |                                   |                                          |                                 |                                    |
| Rick Mason                                              | O. T. Fagbenle                  |                                   |                                 |                                   |                                          |                                 |                                    |
| Antonia Dreykov Treinadora                              | Olga Kurylenko                  |                                   |                                 |                                   |                                          |                                 |                                    |
| Introduzido em Shang-Chi e a Lenda dos Dez Anéis        |                                 |                                   |                                 |                                   |                                          |                                 |                                    |
| Xu Shang-Chi / Shaun                                    |                                 | Simu Liu                          |                                 |                                   |                                          |                                 |                                    |
| Xu Wenwu                                                |                                 | Tony Leung                        |                                 |                                   |                                          |                                 |                                    |
| Katy                                                    |                                 | Awkwafina                         |                                 |                                   |                                          |                                 |                                    |
| Xu Xialing                                              |                                 | Meng'er Zhang                     |                                 |                                   |                                          |                                 |                                    |
| Ying Li                                                 |                                 | Fala Chen                         |                                 |                                   |                                          |                                 |                                    |
| Ying Nan                                                |                                 | Michelle Yeoh                     |                                 |                                   |                                          |                                 |                                    |
| Guang Bo                                                |                                 | Yuen Wah                          |                                 |                                   |                                          |                                 |                                    |
| Razor Fist                                              |                                 | Florian Munteanu                  |                                 |                                   |                                          |                                 |                                    |
| Agente da Morte                                         |                                 | Andy Le                           |                                 |                                   |                                          |                                 |                                    |
| Jon Jon                                                 |                                 | Ronny Chieng                      |                                 |                                   |                                          |                                 |                                    |
| Introduzido em Eternos                                  |                                 |                                   |                                 |                                   |                                          |                                 |                                    |
| Sersi                                                   |                                 |                                   | Gemma Chan                      |                                   |                                          |                                 |                                    |
| Ikaris                                                  |                                 |                                   | Richard Madden                  |                                   |                                          |                                 |                                    |
| Thena                                                   |                                 |                                   | Angelina Jolie                  |                                   |                                          |                                 |                                    |
| Ajak                                                    |                                 |                                   | Salma Hayek                     |                                   |                                          |                                 |                                    |
| Dane Whitman                                            |                                 |                                   | Kit Harington                   |                                   |                                          |                                 |                                    |
| Kingo                                                   |                                 |                                   | Kumail Nanjiani                 |                                   |                                          |                                 |                                    |
| Duende                                                  |                                 |                                   | Lia McHugh                      |                                   |                                          |                                 |                                    |
| Phastos                                                 |                                 |                                   | Brian Tyree Henry               |                                   |                                          |                                 |                                    |
| Makkari                                                 |                                 |                                   | Lauren Ridloff                  |                                   |                                          |                                 |                                    |
| Druig                                                   |                                 |                                   | Barry Keoghan                   |                                   |                                          |                                 |                                    |
| Gilgamesh                                               |                                 |                                   | Don Lee                         |                                   |                                          |                                 |                                    |
| Karun Patel                                             |                                 |                                   | Harish Patel                    |                                   |                                          |                                 |                                    |
| Kro                                                     |                                 |                                   | Bill SkarsgårdV                 |                                   |                                          |                                 |                                    |
| Eros Starfox                                            |                                 |                                   | Harry Styles Cameo              |                                   |                                          |                                 |                                    |
| Pip, o Troll                                            |                                 |                                   | Patton OswaltV Cameo            |                                   |                                          |                                 |                                    |
| Blade                                                   |                                 |                                   | Mahershala AliV Cameo           |                                   |                                          |                                 |                                    |
| Introduzido em Homem-Aranha: Sem Volta pra Casa         |                                 |                                   |                                 |                                   |                                          |                                 |                                    |
| Max Dillon Electro                                      |                                 |                                   |                                 | Jamie Foxx                        |                                          |                                 |                                    |
| Norman Osborn Duende Verde                              |                                 |                                   |                                 | Willem Dafoe                      |                                          |                                 |                                    |
| Otto Octavius Doutor Octopus                            |                                 |                                   |                                 | Alfred Molina                     |                                          |                                 |                                    |
| Peter Parker Homem-Aranha / "Peter-Três"                |                                 |                                   |                                 | Andrew Garfield                   |                                          |                                 |                                    |
| Peter Parker Homem-Aranha / "Peter-Dois"                |                                 |                                   |                                 | Tobey Maguire                     |                                          |                                 |                                    |
| P. Cleary                                               |                                 |                                   |                                 | Arian Moayed                      |                                          |                                 |                                    |
| Curt Connors Lagarto                                    |                                 |                                   |                                 | Rhys Ifans                        |                                          |                                 |                                    |
| Flint Marko Homem-Areia                                 |                                 |                                   |                                 | Thomas Haden Church               |                                          |                                 |                                    |
| Eddie Brock Venom                                       |                                 |                                   |                                 | Tom Hardy Cameo                   |                                          |                                 |                                    |
| Introduzido em Doutor Estranho no Multiverso da Loucura |                                 |                                   |                                 |                                   |                                          |                                 |                                    |
| Wanda Maximoff838                                       |                                 |                                   |                                 |                                   | Elizabeth Olsen                          |                                 |                                    |
| Karl Mordo838                                           |                                 |                                   |                                 |                                   | Chiwetel Ejiofor                         |                                 |                                    |
| America Chavez                                          |                                 |                                   |                                 |                                   | Xochitl Gomez                            |                                 |                                    |
| Christine Palmer838                                     |                                 |                                   |                                 |                                   | Rachel McAdams                           |                                 |                                    |
| Tommy Maximoff838                                       |                                 |                                   |                                 |                                   | Jett Klyne                               |                                 |                                    |
| Billy Maximoff838                                       |                                 |                                   |                                 |                                   | Julian Hilliard                          |                                 |                                    |
| Margaret "Peggy" Carter Capitã Carter838                |                                 |                                   |                                 |                                   | Hayley Atwell                            |                                 |                                    |
| Blackagar Boltagon Raio Negro838                        |                                 |                                   |                                 |                                   | Anson Mount                              |                                 |                                    |
| Maria Rambeau Capitã Marvel838                          |                                 |                                   |                                 |                                   | Lashana Lynch                            |                                 |                                    |
| Reed Richards Senhor Fantástico838                      |                                 |                                   |                                 |                                   | John Krasinski                           |                                 |                                    |
| Charles Xavier838                                       |                                 |                                   |                                 |                                   | Patrick Stewart                          |                                 |                                    |
| Clea                                                    |                                 |                                   |                                 |                                   | Charlize Theron Cameo                    |                                 |                                    |
| Introduzido em Thor: Amor e Trovão                      |                                 |                                   |                                 |                                   |                                          |                                 |                                    |
| Gorr, O Carniceiro dos Deuses                           |                                 |                                   |                                 |                                   |                                          | Christian Bale                  |                                    |
| Zeus                                                    |                                 |                                   |                                 |                                   |                                          | Russell Crowe                   |                                    |
| Love                                                    |                                 |                                   |                                 |                                   |                                          | India Hemsworth                 |                                    |
| Hércules                                                |                                 |                                   |                                 |                                   |                                          | Brett Goldstein Cameo           |                                    |
| Introduzido em Pantera Negra: Wakanda Para Sempre       |                                 |                                   |                                 |                                   |                                          |                                 |                                    |
| Namor                                                   |                                 |                                   |                                 |                                   |                                          |                                 | Tenoch Huerta                      |
| Riri Williams                                           |                                 |                                   |                                 |                                   |                                          |                                 | Dominique Thorne                   |
| Aneka                                                   |                                 |                                   |                                 |                                   |                                          |                                 | Michaela Coel                      |
| Attuma                                                  |                                 |                                   |                                 |                                   |                                          |                                 | Alex Livinalli                     |
| Namora                                                  |                                 |                                   |                                 |                                   |                                          |                                 | Mabel Cadena                       |
| Toussaint / T'Challa                                    |                                 |                                   |                                 |                                   |                                          |                                 | Divine Love Konadu-Sun             |

### Fase Cinco
| Personagem                                                                  | 2023                                 | 2023                            | 2023                            | 2024                            | 2025                                    | 2025                                    |
| Personagem                                                                  | Homem-Formiga e a Vespa: Quantumania | Guardiões da Galáxia Vol. 3     | As Marvels                      | Deadpool & Wolverine            | Capitão América: Admirável Mundo Novo   | Thunderbolts*                           |
| Introduzido na Saga do Infinito                                             | Introduzido na Saga do Infinito      | Introduzido na Saga do Infinito | Introduzido na Saga do Infinito | Introduzido na Saga do Infinito | Introduzido na Saga do Infinito         | Introduzido na Saga do Infinito         |
| --------------------------------------------------------------------------- | ------------------------------------ | ------------------------------- | ------------------------------- | ------------------------------- | --------------------------------------- | --------------------------------------- |
| Scott Lang Homem-Formiga                                                    | Paul Rudd                            |                                 |                                 |                                 |                                         |                                         |
| Hope van Dyne Vespa                                                         | Evangeline Lilly                     |                                 |                                 |                                 |                                         |                                         |
| Hank Pym                                                                    | Michael Douglas                      |                                 |                                 |                                 |                                         |                                         |
| Janet van Dyne                                                              | Michelle Pfeiffer                    |                                 |                                 |                                 |                                         |                                         |
| Cassandra "Cassie" Lang                                                     | Kathryn Newton                       |                                 |                                 |                                 |                                         |                                         |
| Darren Cross M.O.D.O.K.                                                     | Corey Stoll                          |                                 |                                 |                                 |                                         |                                         |
| Jimmy Woo                                                                   | Randall Park                         |                                 |                                 |                                 |                                         |                                         |
| Loki                                                                        | Tom Hiddleston Cameo                 |                                 |                                 |                                 |                                         |                                         |
| Peter Quill Senhor das Estrelas                                             |                                      | Chris Pratt                     |                                 |                                 |                                         |                                         |
| Gamora                                                                      |                                      | Zoe Saldaña                     |                                 |                                 |                                         |                                         |
| Drax, o Destruidor                                                          |                                      | Dave Bautista                   |                                 |                                 |                                         |                                         |
| Nebulosa                                                                    |                                      | Karen Gillan                    |                                 |                                 |                                         |                                         |
| Mantis                                                                      |                                      | Pom Klementieff                 |                                 |                                 |                                         |                                         |
| Rocket Raccoon                                                              |                                      | Bradley CooperV                 |                                 |                                 |                                         |                                         |
| Groot                                                                       |                                      | Vin DieselV                     |                                 |                                 |                                         |                                         |
| Kraglin                                                                     |                                      | Sean Gunn                       |                                 |                                 |                                         |                                         |
| Ayesha                                                                      |                                      | Elizabeth Debicki               |                                 |                                 |                                         |                                         |
| Stakar Ogord                                                                |                                      | Sylvester Stallone              |                                 |                                 |                                         |                                         |
| Yondu Udonta                                                                |                                      | Michael Rooker                  |                                 |                                 |                                         |                                         |
| Cosmo, o cão espacial                                                       |                                      | Maria Bakalova                  |                                 |                                 |                                         |                                         |
| Jason Quill                                                                 |                                      | Gregg Henry                     |                                 |                                 |                                         |                                         |
| Howard, o Pato                                                              |                                      | Seth GreenV                     |                                 |                                 |                                         |                                         |
| Carol Danvers Capitã Marvel                                                 |                                      |                                 | Brie Larson                     |                                 |                                         |                                         |
| Monica Rambeau                                                              |                                      |                                 | Teyonah Parris                  |                                 |                                         |                                         |
| Nick Fury                                                                   |                                      |                                 | Samuel L. Jackson               |                                 |                                         |                                         |
| Maria Rambeau                                                               |                                      |                                 | Lashana Lynch                   |                                 |                                         |                                         |
| Valquíria                                                                   |                                      |                                 | Tessa Thompson                  |                                 |                                         |                                         |
| Harold "Happy" Hogan                                                        |                                      |                                 |                                 | Jon Favreau                     |                                         |                                         |
| Sam Wilson Capitão América                                                  |                                      |                                 |                                 |                                 | Anthony Mackie                          |                                         |
| Betty Ross                                                                  |                                      |                                 |                                 |                                 | Liv Tyler                               |                                         |
| Samuel Sterns Líder                                                         |                                      |                                 |                                 |                                 | Tim Blake Nelson                        |                                         |
| Thaddeus "Thunderbolt" Ross Hulk vermelho                                   |                                      |                                 |                                 |                                 | Harrison Ford                           | Harrison Ford                           |
| James "Bucky" Barnes Soldado Invernal / Lobo Branco                         |                                      |                                 |                                 |                                 | Sebastian Stan Cameo em Capitão América | Sebastian Stan Cameo em Capitão América |
| Ava Starr Fantasma                                                          |                                      |                                 |                                 |                                 |                                         | Hannah John-Kamen                       |
| Bill Foster                                                                 |                                      |                                 |                                 |                                 |                                         | Laurence Fishburne                      |
| Introduzido na Fase Quatro                                                  |                                      |                                 |                                 |                                 |                                         |                                         |
| Mobius M. Mobius                                                            | Owen Wilson Cameo                    |                                 |                                 |                                 |                                         |                                         |
| Kamala Khan Ms. Marvel                                                      |                                      |                                 | Iman Vellani                    |                                 |                                         |                                         |
| Muneeba Khan                                                                |                                      |                                 | Zenobia Shroff                  |                                 |                                         |                                         |
| Yusuf Khan                                                                  |                                      |                                 | Mohan Kapur                     |                                 |                                         |                                         |
| Aamir Khan                                                                  |                                      |                                 | Saagar Shaikh                   |                                 |                                         |                                         |
| Kate Bishop                                                                 |                                      |                                 | Hailee Steinfeld Cameo          |                                 |                                         |                                         |
| Caçadora B-15                                                               |                                      |                                 |                                 | Wunmi Mosaku                    |                                         |                                         |
| Joaquin Torres Falcão                                                       |                                      |                                 |                                 |                                 | Danny Ramirez                           |                                         |
| Isaiah Bradley                                                              |                                      |                                 |                                 |                                 | Carl Lumbly                             |                                         |
| Yelena Belova Viúva Negra                                                   |                                      |                                 |                                 |                                 |                                         | Florence Pugh                           |
| Alexei Shostakov Guardião Vermelho                                          |                                      |                                 |                                 |                                 |                                         | David Harbour                           |
| John Walker Agente Americano                                                |                                      |                                 |                                 |                                 |                                         | Wyatt Russell                           |
| Antonia Dreykov Treinadora                                                  |                                      |                                 |                                 |                                 |                                         | Olga Kurylenko                          |
| Valentina Allegra de Fontaine                                               |                                      |                                 |                                 |                                 |                                         | Julia Louis-Dreyfus                     |
| Melina Vostokoff                                                            |                                      |                                 |                                 |                                 |                                         | Rachel Weisz                            |
| Introduzido em Homem-Formiga e a Vespa: Quantumania                         |                                      |                                 |                                 |                                 |                                         |                                         |
| Kang, o ConquistadorVictor TimelyConsenho dos KangImmortusRama-TutCenturião | Jonathan Majors                      |                                 |                                 |                                 |                                         |                                         |
| Krylar                                                                      | Bill Murray                          |                                 |                                 |                                 |                                         |                                         |
| Jentorra                                                                    | Katy O'Brian                         |                                 |                                 |                                 |                                         |                                         |
| Quaz                                                                        | William Jackson Harper               |                                 |                                 |                                 |                                         |                                         |
| Veb                                                                         | David DastmalchianV                  |                                 |                                 |                                 |                                         |                                         |
| Introduzido em Guardiões da Galáxia Vol. 3                                  |                                      |                                 |                                 |                                 |                                         |                                         |
| Alto Evolucionário                                                          |                                      | Chukwudi Iwuji                  |                                 |                                 |                                         |                                         |
| Adam Warlock                                                                |                                      | Will Poulter                    |                                 |                                 |                                         |                                         |
| Karja                                                                       |                                      | Nathan Fillion                  |                                 |                                 |                                         |                                         |
| Lylla                                                                       |                                      | Linda CardelliniV               |                                 |                                 |                                         |                                         |
| Chão                                                                        |                                      | Mikaela HooverV                 |                                 |                                 |                                         |                                         |
| Dentes                                                                      |                                      | Asim ChaudhryV                  |                                 |                                 |                                         |                                         |
| Phyla                                                                       |                                      | Kai Zen                         |                                 |                                 |                                         |                                         |
| Introduzido em As Marvels                                                   |                                      |                                 |                                 |                                 |                                         |                                         |
| Dar-Benn                                                                    |                                      |                                 | Zawe Ashton                     |                                 |                                         |                                         |
| Dro'ge                                                                      |                                      |                                 | Gary Lewis                      |                                 |                                         |                                         |
| Yan                                                                         |                                      |                                 | Park Seo-joon                   |                                 |                                         |                                         |
| Talia                                                                       |                                      |                                 | Leila Farzad                    |                                 |                                         |                                         |
| Maria Rambeau Binária                                                       |                                      |                                 | Lashana Lynch Cameo             |                                 |                                         |                                         |
| Hank McCoy Fera                                                             |                                      |                                 | Kelsey Grammer Cameo            |                                 |                                         |                                         |
| Introduzido em Deadpool & Wolverine                                         |                                      |                                 |                                 |                                 |                                         |                                         |
| Wade Wilson DeadpoolNicepool                                                |                                      |                                 |                                 | Ryan Reynolds                   |                                         |                                         |
| Logan Wolverine                                                             |                                      |                                 |                                 | Hugh Jackman                    |                                         |                                         |
| Cassandra Nova                                                              |                                      |                                 |                                 | Emma Corrin                     |                                         |                                         |
| Sr. Paradoxo                                                                |                                      |                                 |                                 | Matthew Macfadyen               |                                         |                                         |
| Laura X-23                                                                  |                                      |                                 |                                 | Dafne Keen                      |                                         |                                         |
| Vanessa Carlysle                                                            |                                      |                                 |                                 | Morena Baccarin                 |                                         |                                         |
| Peter Wisdom                                                                |                                      |                                 |                                 | Rob Delaney                     |                                         |                                         |
| Al Cega                                                                     |                                      |                                 |                                 | Leslie Uggams                   |                                         |                                         |
| Elektra Natchios                                                            |                                      |                                 |                                 | Jennifer Garner                 |                                         |                                         |
| Eric Brooks Blade                                                           |                                      |                                 |                                 | Wesley Snipes                   |                                         |                                         |
| Remy LeBeau Gambit                                                          |                                      |                                 |                                 | Channing Tatum                  |                                         |                                         |
| Johnny Storm Tocha Humana                                                   |                                      |                                 |                                 | Chris Evans                     |                                         |                                         |
| John Allerdyce Pyro                                                         |                                      |                                 |                                 | Aaron Stanford                  |                                         |                                         |
| Victor Creed Dentes-de-Sabre                                                |                                      |                                 |                                 | Tyler Mane                      |                                         |                                         |
| Dopinder                                                                    |                                      |                                 |                                 | Karan Soni                      |                                         |                                         |
| Míssil Adolescente Megassônico                                              |                                      |                                 |                                 | Brianna Hildebrand              |                                         |                                         |
| Yukio                                                                       |                                      |                                 |                                 | Shioli Kutsuna                  |                                         |                                         |
| Piotr Rasputin Colossus                                                     |                                      |                                 |                                 | Stefan KapičićV                 |                                         |                                         |
| Mary Puppins Dogpool                                                        |                                      |                                 |                                 | Peggy                           |                                         |                                         |
| Logan "Cavillrine"                                                          |                                      |                                 |                                 | Henry Cavill                    |                                         |                                         |
| Introduzido em Capitão América: Admirável Mundo Novo                        |                                      |                                 |                                 |                                 |                                         |                                         |
| Seth Voelker Coral                                                          |                                      |                                 |                                 |                                 | Giancarlo Esposito                      |                                         |
| Ruth Bat-Seraph                                                             |                                      |                                 |                                 |                                 | Shira Haas                              |                                         |
| Leila Taylor                                                                |                                      |                                 |                                 |                                 | Xosha Roquemore                         |                                         |
| Ozaki                                                                       |                                      |                                 |                                 |                                 | Takehiro Hira                           |                                         |
| Dennis Dunphy                                                               |                                      |                                 |                                 |                                 | William Mark McCullough                 |                                         |
| Copperhead                                                                  |                                      |                                 |                                 |                                 | Jóhannes Haukur Jóhannesson             |                                         |
| Introduzido em Thunderbolts*                                                |                                      |                                 |                                 |                                 |                                         |                                         |
| Bob Sentinela                                                               |                                      |                                 |                                 |                                 |                                         | Lewis Pullman                           |
| Mel                                                                         |                                      |                                 |                                 |                                 |                                         | Geraldine Viswanathan                   |

### Fase Seis
| Personagem                                             | 2025                                  | 2026                            | 2026                                          | 2027                            |
| Personagem                                             | Quarteto Fantástico: Primeiros Passos | Vingadores: Doomsday            | Sequência de Homem-Aranha: Sem Volta pra Casa | Vingadores: Guerras Secretas    |
| Introduzido na Saga do Infinito                        | Introduzido na Saga do Infinito       | Introduzido na Saga do Infinito | Introduzido na Saga do Infinito               | Introduzido na Saga do Infinito |
| ------------------------------------------------------ | ------------------------------------- | ------------------------------- | --------------------------------------------- | ------------------------------- |
| Peter Parker Homem-Aranha                              |                                       | Tom Holland                     | Tom Holland                                   |                                 |
| Stephen Strange Doutor Estranho                        |                                       | Benedict Cumberbatch            |                                               | Benedict Cumberbatch            |
| Sam Wilson Capitão América                             |                                       | Anthony Mackie                  |                                               | Anthony Mackie                  |
| Clint Barton Gavião Arqueiro                           |                                       | Jeremy Renner                   |                                               |                                 |
| Margaret "Peggy" Carter                                |                                       | Hayley Atwell                   |                                               |                                 |
| Michelle "MJ" Jones-Watson                             |                                       |                                 | Zendaya                                       |                                 |
| Introduzido nas séries da Marvel Television            |                                       |                                 |                                               |                                 |
| Matthew "Matt" Murdock Demolidor                       |                                       |                                 | Charlie Cox                                   |                                 |
| Introduzido em O Quarteto Fantástico: Primeiros Passos |                                       |                                 |                                               |                                 |
| Reed Richards Senhor Fantástico                        | Pedro Pascal                          | Pedro Pascal                    |                                               | Pedro Pascal                    |
| Susan Storm Mulher Invisível                           | Vanessa Kirby                         | Vanessa Kirby                   |                                               | Vanessa Kirby                   |
| Johnny Storm Tocha Humana                              | Joseph Quinn                          | Joseph Quinn                    |                                               | Joseph Quinn                    |
| Ben Grimm Coisa                                        | Ebon Moss-Bachrach                    | Ebon Moss-Bachrach              |                                               | Ebon Moss-Bachrach              |
| Victor von Doom Doutor Destino                         | Robert Downey Jr.                     | Robert Downey Jr.               |                                               | Robert Downey Jr.               |
| Shalla-Bal Surfista Prateada                           | Julia Garner                          |                                 |                                               |                                 |
| Galactus                                               | Ralph Ineson                          |                                 |                                               |                                 |

## Futuro
| Personagem                               | TBA                             | TBA                             | TBA                                            | TBA                             |
| Personagem                               | Armor Wars                      | Blade                           | Sequência de Shang-Chi e a Lenda dos Dez Anéis |                                 |
| Introduzido na Saga do Infinito          | Introduzido na Saga do Infinito | Introduzido na Saga do Infinito | Introduzido na Saga do Infinito                | Introduzido na Saga do Infinito |
| ---------------------------------------- | ------------------------------- | ------------------------------- | ---------------------------------------------- | ------------------------------- |
| James "Rhodey" Rhodes Máquina de Combate | Don Cheadle                     |                                 |                                                |                                 |
| Sonny Burch                              | Walton Goggins                  |                                 |                                                |                                 |
| Introduzido na Saga do Multiverso        |                                 |                                 |                                                |                                 |
| Riri Williams Coração de Ferro           | Dominique Thorne                |                                 |                                                |                                 |
| Blade                                    |                                 | Mahershala Ali                  |                                                |                                 |
| Xu Shang-Chi                             |                                 |                                 | Simu Liu                                       |                                 |
| Introduzido em Blade                     |                                 |                                 |                                                |                                 |
| Lilith                                   |                                 | Mia Goth                        |                                                |                                 |